# Alessandro Bianchi (włoski piłkarz)
Alessandro Bianchi (ur. 7 kwietnia 1966 w Cervii) – włoski piłkarz grający na pozycji pomocnika. W swojej karierze rozegrał 9 meczów w reprezentacji Włoch.

## Kariera klubowa
Karierę piłkarską Bianchi rozpoczął w klubie AC Cesena. W 1985 roku zadebiutował w jego barwach w Serie B. Po sezonie gry w Cesenie został wypożyczony do Padovy i w sezonie 1986/1987 grał w niej w Serie C. Latem 1987 wrócił do Ceseny i w sezonie 1987/1988 zanotował w niej występy w Serie A.
Latem 1988 roku Bianchi podpisał kontrakt z Interem Mediolan. W sezonie 1988/1989 wywalczył z Interem swój jedyny tytuł mistrza Włoch w karierze. Latem 1989 zdobył Superpuchar Włoch. W 1991 roku wystąpił w dwóch meczach finału Pucharu UEFA z AS Roma (2:0, 0:1). Inter zdobył wówczas ten puchar, podobnie jak w 1994 roku. W 1994 roku w finale przeciwko Casino Salzburg (1:0, 1:0) wystąpił w jednym meczu.
W 1996 roku Bianchi odszedł z Interu i wrócił do Ceseny. W 1997 i 2000 roku spadł z nią z Serie B do Serie C. Po sezonie 2000/2001 Bianchi zakończył swoją karierę piłkarską.
| Sezon   | Klub           | Kraj   | Rozgrywki | Mecze | Bramki |
| ------- | -------------- | ------ | --------- | ----- | ------ |
| 1985/86 | Cesena         | Włochy | Serie B   | 12    | 0      |
| 1986/87 | Padova         | Włochy | Serie C   | 28    | 0      |
| 1987/88 | Cesena         | Włochy | Serie A   | 28    | 3      |
| 1988/89 | Inter Mediolan | Włochy | Serie A   | 31    | 3      |
| 1989/90 | Inter Mediolan | Włochy | Serie A   | 30    | 1      |
| 1990/91 | Inter Mediolan | Włochy | Serie A   | 34    | 2      |
| 1991/92 | Inter Mediolan | Włochy | Serie A   | 26    | 1      |
| 1992/93 | Inter Mediolan | Włochy | Serie A   | 17    | 1      |
| 1993/94 | Inter Mediolan | Włochy | Serie A   | 10    | 0      |
| 1994/95 | Inter Mediolan | Włochy | Serie A   | 16    | 1      |
| 1995/96 | Inter Mediolan | Włochy | Serie A   | 14    | 0      |
| 1996/97 | Cesena         | Włochy | Serie B   | 27    | 0      |
| 1997/98 | Cesena         | Włochy | Serie C   | 29    | 1      |
| 1998/99 | Cesena         | Włochy | Serie B   | 24    | 0      |
| 1999/00 | Cesena         | Włochy | Serie B   | 22    | 0      |
| 2000/01 | Cesena         | Włochy | Serie C   | 28    | 0      |

## Kariera reprezentacyjna
W reprezentacji Włoch Bianchi zadebiutował 19 lutego 1992 roku w wygranym 4:0 towarzyskim meczu z San Marino. W swojej karierze grał w eliminacjach do MŚ 1994. Od 1992 do 1993 roku rozegrał w kadrze narodowej 9 meczów.
| Mecze i gole w reprezentacji | Mecze i gole w reprezentacji | Mecze i gole w reprezentacji | Mecze i gole w reprezentacji | Mecze i gole w reprezentacji | Mecze i gole w reprezentacji | Mecze i gole w reprezentacji |
| #                            | Data                         | Stadion                      | Rywal                        | Wynik                        | Gol                          | Rozgrywki                    |
| 1992                         | 1992                         | 1992                         | 1992                         | 1992                         | 1992                         | 1992                         |
| ---------------------------- | ---------------------------- | ---------------------------- | ---------------------------- | ---------------------------- | ---------------------------- | ---------------------------- |
| 1.                           | 19.02.1992                   | Cesena, Włochy               | San Marino                   | 4:0                          | 0                            | towarzyski                   |
| 2.                           | 25.03.1992                   | Turyn, Włochy                | RFN                          | 3:1                          | 0                            | towarzyski                   |
| 3.                           | 31.05.1992                   | New Haven, Stany Zjednoczone | Portugalia                   | 0:0                          | 0                            | USA Cup 1992                 |
| 4.                           | 04.06.1992                   | Boston, Stany Zjednoczone    | Irlandia                     | 2:0                          | 0                            | USA Cup 1992                 |
| 5.                           | 06.06.1992                   | Chicago, Stany Zjednoczone   | Stany Zjednoczone            | 1:1                          | 0                            | USA Cup 1992                 |
| 6.                           | 14.10.1992                   | Cagliari, Włochy             | Szwajcaria                   | 2:2                          | 0                            | el. MŚ 1994                  |
| 7.                           | 18.11.1992                   | Glasgow, Szkocja             | Szkocja                      | 0:0                          | 0                            | el. MŚ 1994                  |
| 8.                           | 14.10.1992                   | Ta’ Qali, Malta              | Malta                        | 2:1                          | 0                            | el. MŚ 1994                  |
| 1993                         |                              |                              |                              |                              |                              |                              |
| 9.                           | 20.01.1993                   | Florencja, Włochy            | Meksyk                       | 2:0                          | 0                            | towarzyski                   |